# کریم دواتگر
کریم دواتگر (درگذشته ۱۲۹۶ تهران)، یکی از اعضای انجمن کمیته مجازات بود.

## مضروب کردن فضل‌الله نوری
احمد کسروی از واقعه ترور شیخ فضل‌الله نوری یاد می‌کند که در روز ۱۹ دی‌ماه ۱۲۸۷ اتفاق افتاد: «جمعه‌شب بود و شیخ از دیدن کسی برمی‌گشت که هنگام پیاده شدن از درشکه توسط شخصی که بعد معلوم شد کریم دواتگر است به وسیله ششلولی هدف قرار گرفت. گلوله‌ها به همراهان شیخ اصابت کرد و شیخ مجروح شد ولی جان سالم به در برد. کریم که خود را گرفتار اطرافیان دید، زیر گلوی خود گلوله‌ای شلیک کرد که از گونه‌اش بیرون پرید. مجروحان را به خانه شیخ بردند و به مداوای ایشان پرداختند. کریم نیز مانند بقیه مجروحان بهبود یافت و به جرم این اقدام به زندان افتاد.

## کمیته مجازات و نقش کریم دواتگر
کریم دواتگر همچنین در عملیات‌های کمیته مجازات شرکت داشت، و به همراه رشیدالسلطان و سیدمرتضی، از مجریان طرح ترور میرزا اسماعیل‌خان قصری رئیس انبار غله وزارت مالیه بودند.
در پی نافرمانی و اختلاف با اعضای گروه تصمیم به از میان برداشتن کریم دواتگر از گروه گرفته شد.

## ترور کریم دواتگر
در ١۲ اردیبهشت سال ۱۲۹۶ شمسی کریم دواتگر به‌ دست گروه کمیته مجازات و شخص رشیدالسلطان ترور شد.